# Norman R. "Bud" Poile Trophy (IHL)
Norman R. "Bud" Poile Trophy byla trofej každoročně udělována nejlepšímu hráči playoff působícím v IHL. Trofej byla udělena od odchodu jeho jmenovec, bývalý komisař IHL, Bud Poile.

## Vítěz
| Norman R. "Bud" Poile Trophy | Norman R. "Bud" Poile Trophy | Norman R. "Bud" Poile Trophy |
| Sezóna                       | Hráč                         | Tým                          |
| ---------------------------- | ---------------------------- | ---------------------------- |
| 1988-89                      | Dave Michayluk               | Muskegon Lumberjacks         |
| 1989-90                      | Mike McNeal                  | Indianapolis Ice             |
| 1990-91                      | Michel Mongeau               | Peoria Rivermen              |
| 1991-92                      | Ron Handy                    | Kansas City Blades           |
| 1992-93                      | Pokey Reddick                | Fort Wayne Komets            |
| 1993-94                      | Stan Drulia                  | Atlanta Knights              |
| 1994-95                      | Kip Miller                   | Denver Grizzlies             |
| 1995-96                      | Tommy Salo                   | Utah Grizzlies               |
| 1996-97                      | Peter Ciavaglia              | Detroit Vipers               |
| 1997-98                      | Alexandr Semak               | Chicago Wolves               |
| 1998-99                      | Stan Drulia                  | Detroit Vipers               |
| 1999-00                      | Andrej Trefilov              | Chicago Wolves               |
| 2000-01                      | Norm Maracle                 | Orlando Solar Bears          |